# Wankomycyna
Wankomycyna – organiczny związek chemiczny, antybiotyk glikopeptydowy o działaniu bakteriobójczym. Wprowadzona do lecznictwa w 1958 r. przez firmę farmaceutyczną Eli Lilly.

## Spektrum działania
Wankomycyna zalecana jest w przypadkach poważnych zakażeń spowodowanych przez:
- gronkowce, w tym szczególnie MRSA;
- paciorkowce;
- Streptococcus pneumoniae – także szczepy oporne na penicylinę;
- Enterococcus;
- beztlenowe ziarenkowce;
- Corynebacterium jeikeium;
- Corynebacterium diphtheriae;
- Clostridioides difficile.

## Mechanizm działania
Blokowanie biosyntezy ściany komórkowej poprzez hamowanie polimeryzacji peptydoglikanu przez wiązanie się bezpośrednio z D-alanylo-D-alaninowymi peptydami końcowymi i hamowanie wiązania krzyżowego przez transpeptydazę.
Dodatkowo wpływa na przepuszczalność błon komórkowych i syntezę RNA.

## Wskazania
Dożylnie
ciężkie zakażenia bakteriami Gram-dodatnimi, oporne na inne leki przeciwbakteryjne, oraz u chorych ze znaną nadwrażliwością na penicyliny i cefalosporyny.
1. zapalenie wsierdzia;
2. posocznica;
3. zapalenie kości i szpiku;
4. zakażenia OUN;
5. zakażenia dolnych dróg oddechowych (zapalenie płuc);
6. zakażenia skóry i tkanek miękkich;

w przypadku ciężkich zakażeń enterokokowych i gronkowcowych wankomycynę stosuje się w połączeniu z aminoglikozydami;
Doustnie
1. rzekomobłoniaste zapalenie jelit wywołane przez Clostridioides difficile;
2. gronkowcowe zapalenie jelit.

## Przeciwwskazania
- nadwrażliwość na wankomycynę.

Ostrożnie u chorych z:
- zaburzeniami słuchu;
- zaburzeniami czynności nerek (w niewydolności nerek konieczne jest zmniejszenie dawki i po drugiej oraz trzeciej dawce należy oznaczyć stężenie leku w surowicy, które powinno mieścić się w granicach 10 μg/l do 30-45 μg/l[2];
- uczulonych na teikoplaninę.

## Działania niepożądane
Leczenie wankomycyną może prowadzić do wystąpienia niepożądanych efektów:
- ototoksyczność – przejściowa lub nieodwracalna;
- nefrotoksyczność (szczególnie podczas jednoczesnego stosowania aminoglikozydów) – u większości chorych po odstawieniu wankomycyny powraca prawidłowa czynność nerek;
- zaburzenia hematologiczne:
  - neutropenia;
  - leukopenia;
  - eozynofilia;
  - małopłytkowość;
  - agranulocytoza – rzadko;
- zawroty głowy i zaburzenia równowagi;
- zespół czerwonego człowieka (zespół czerwonej szyi) (ang. red man syndrome);
- zakrzepowe zapalenie żyły w miejscu wstrzyknięcia;
- reakcja anafilaktyczna – podczas szybkiego wlewu;
  - spadek ciśnienia;
  - wstrząs;
  - zatrzymanie akcji serca – rzadko;
- skurcze mięśni klatki piersiowej i pleców.

## Stosowanie w trakcie ciąży i karmienia
Wankomycyna nie jest wystarczająco zbadana odnośnie do bezpieczeństwa stosowania w ciąży, dlatego można ją stosować wyłącznie jeśli nie ma innej możliwości leczenia. Podobnie należy unikać stosowania jej w okresie karmienia piersią, gdyż przenika do mleka matki.

## Preparaty
- Edicin
- Vancocin CP
- Vancomycin-MIP
- Vancotex